# Cartilage voméro-nasal
Le cartilage voméro-nasal (ou cartilage de Jacobson ou cartilage vomérien antérieur de Huschke ou cartilage vomérien de Hirschfeld ou cartilage accessoire antérieur de Sappey ou cartilage paraseptal) est un des cartilages du nez qui participe à la formation de la partie antérieure de la cavité nasale. Il est pair.

## Description
Le cartilage voméro-nasal est une bande étroite de cartilage hyalin,.
Il est situé latéralement entre le bord postérieur et inférieur du cartilage septal du nez et l'extrémité antérieure du vomer. Au dessus se trouve l'organe voméronasal rudimentaire, mais n'est pas connecté à celui-ci.

## Historique
Ludwig Lewin Jacobson (1783–1843), un anatomiste danois, a nommé cette structure en 1809.